# Urile
Genre
Urile est un genre d'oiseaux de la famille des Phalacrocoracidae (les cormorans).

## Liste d'espèces
D'après la classification de référence (version 14.1, 2024) de l'Union internationale des ornithologues, il y a quatre espèces (dont une éteinte) du genre Urile (ordre philogénique) :
- Urile penicillatus (Brandt, JF, 1837) – Cormoran de Brandt ;
- Urile urile (Gmelin, JF, 1789) – Cormoran à face rouge ;
- Urile pelagicus (Pallas, 1811) – Cormoran pélagique ;
- † Urile perspicillatus (Pallas, 1811) – Cormoran de Pallas.

## Classification
Le nom valide complet (avec auteur) de ce taxon est Urile Bonaparte, 1856.